# Oranje zonnewijzer
De oranje zonnewijzer (Trithemis kirbyi) is een echte-libellensoort uit de korenboutenfamilie.
De soort komt voor in Algerije, Angola, Benin, Botswana, Burkina Faso, de Comoren, Democratische Republiek Congo, Egypte, Ethiopië, Gambia, Ghana, Guinee, Ivoorkust, Kenia, Liberia, Madagaskar, Malawi, Marokko, Mozambique, Namibië, Nigeria, Oeganda, Senegal, Somalië, Soedan, Tanzania, Togo, Tsjaad, de Westelijke Sahara, Zambia, Zimbabwe, Zuid-Afrika en mogelijk ook in Burundi. Populaties komen ook voor in Zuid-Europa (Spanje en Portugal), West-Azië, vooral dan op het Arabisch schiereiland (VAE, Oman) en Iran en enkele eilanden in de Indische Oceaan. Heel plaatselijk of als zwerver is ze ook bekend van Frankrijk, Italië en België. 
Ze heeft een voorkeur voor open, droge tot zeer droge landschappen, waar ze voorkomt in zowel stilstaand als stromend water. Bij voorkeur is de oever vrij van vegetatie en komen er rotsen en stenen voor. Deze stroompjes drogen soms gedeeltelijk uit in de zomer, waarna er nog slechts plassen overblijven in de bedding van de waterloop.